# Big Blue River (Driftwood River)
Der Big Blue River (englisch für „großer blauer Fluss“) ist der linke Quellfluss des Driftwood River im US-Bundesstaat Indiana. Der etwa 135 km lange Fluss entwässert ein Areal von 1552 km². 

## Verlauf
Der Big Blue River entspringt im Henry County nordöstlich von New Castle. Er wird am Oberlauf zum Summit Lake Reservoir aufgestaut. Am Ufer des 3,2 km² großen Sees befindet sich der Summit Lake State Park. Der Fluss strömt in überwiegend südwestlicher Richtung durch die Countys Rush, Hancock, Shelby und Johnson.
Am Flusslauf liegen die Städte New Castle und Shelbyville sowie die Ortschaften Knightstown, Carthage, Morristown und Edinburgh. Westlich von Edinburgh trifft der Big Blue River schließlich auf den weiter westlich verlaufenden Sugar Creek und vereinigt sich mit diesem zum Driftwood River. Die wichtigsten Nebenflüsse bilden Little Blue River von links und Brandywine Creek von rechts.